# Henk Gortzak

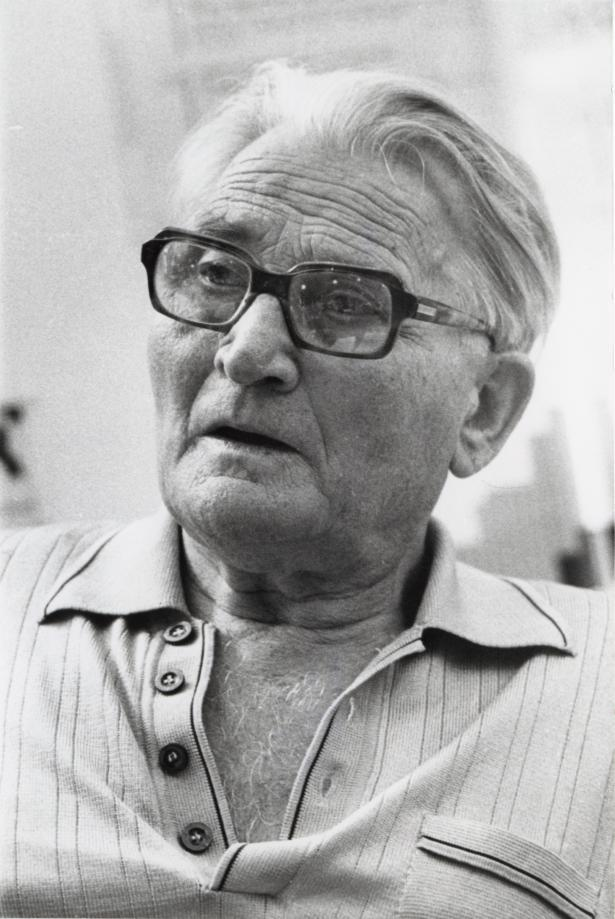
Henk Gortzak (1982)

Hendricus „Henk“ Gortzak (* 25. April 1908 in Amsterdam; † 31. März 1989 ebenda) war ein niederländischer Politiker der Communistische Partij van Nederland (CPN) und später der Pacifistisch Socialistische Partij (PSP), der ab 1946 einer der wichtigsten kommunistischen Führer in den Niederlanden war und zwischen 1948 und 1959 sowie erneut von 1969 bis 1971 Mitglied der Zweiten Kammer der Generalstaaten war.

## Leben

### Kommunistischer Parteifunktionär, Widerstandskämpfer im Zweiten Weltkrieg und KZ-Häftling
Hendricus „Henk“ Gortzak arbeitete in Amsterdam von 1920 bis 1922 als Assistent an einem Obst- und Gemüsestand und danach bis 1922 als Laufbursche in einem Damenhutgeschäft in Amsterdam. Er besuchte zwischen 1922 und 1926 die Industrielle Abendschule in Amsterdam und absolvierte zeitgleich eine Berufsausbildung zum Tischler. 1924 wurde er Mitglied der Kommunistischen Partei Hollands CPH (Communistische Partij van Holland), aus der er vorübergehend ausgeschlossen wurde, aber inoffizielles Mitglied blieb. Nach Abschluss seiner Berufsausbildung arbeitete er von August 1928 bis 1939 als Zimmerer, wobei seine berufliche Tätigkeit ab 1930 mehrmals wegen Arbeitslosigkeit unterbrochen war. Er absolvierte unter dem Decknamen „Henk Defries“ von August 1931 bis Dezember 1932 einen Kurs marxistisch-leninistischer Prinzipien an der Internationalen Lenin-Schule in Moskau, wo er als Arbeiter der Metallfabrik „Sichel und Hammer“ tätig war und sich als Mitarbeiter der Vereinigung der Freunde der Sowjetunion VVSU (Vereniging Vrienden van de Sovjet-Unie) engagierte. Nach seiner Rückkehr wurde er nach seiner Beteiligung an den „Jordaan-Unruhen“ im Juli 1934 wieder offizielles Mitglied der CPH und engagierte sich als Parteiausbilder der CPH in der Provinz Noord-Holland und 1936 in der Provinz Limburg sowie in Zwolle tätig. Aufgrund seiner Arbeitslosigkeit war er im Rahmen einer Arbeitsbeschaffung am Bau der Parkanlage Amsterdamse Bos beteiligt und arbeitete nach 1936 als Hausmeister und Immobilienverwalter.
Nachdem sich Gortzak von Mai bis Juni 1940 vorübergehend in deutscher Kriegsgefangenschaft in Burg Stargard befunden hatte, wurde er von 1940 bis 1941 als Zimmermann beim Kasernenbau in Schellingwoude eingesetzt und wurde zudem im November 1940 Mitarbeiter der illegalen kommunistischen Tageszeitung De Waarheid. Während der deutschen Besetzung der Niederlande tauchte er in Rotterdam sowie Utrecht unter und engagierte sich aktiv in der Widerstandsbewegung. Am 11. Juni 1944 geriet er erneut in deutsche Gefangenschaft und befand sich zunächst im Gefängnis von Scheveningen, dem sogenannten „Oranjehotel“, danach bis September 1944 im KZ Herzogenbusch, dem sogenannten „Kamp Vught“ und schließlich von September 1944 bis 23. April 1945 im KZ Sachsenhausen. Nach seiner Befreiung war er im Mai 1945 an der Neugründung der Kommunistischen Partei Deutschlands (KPD) beteiligt und wurde ebenfalls im Mai 1945 freigestellter Parteifunktionär der Kommunistischen Partei der Niederlande CPN (Communistische Partij van Nederland), die aus der CPH hervorgegangen war. Im Oktober 1945 wurde er Sekretär für Bildung und Gemeinderatsarbeit der CPN-Zweigstelle Amsterdam und war vom 21. November 1945 bis 1. September 1946 zunächst Mitglied des provisorischen Gemeinderats von Amsterdam sowie anschließend vom 7. September 1946 bis 1. September 1958 Mitglied des Amsterdamer Stadtrats und fungierte zugleich zwischen November 1945 und April 1958 als Vorsitzender der CPN-Fraktions im Amsterdamer Stadtrat. Des Weiteren arbeitete er vom 16. Oktober 1947 bis 1. Januar 1949 als Inlandsredakteur der Tageszeitung De Waarheid.

### Mitglied der Zweiten Kammer, Ausschluss aus der CPN und Wiederwahl zum Abgeordneten

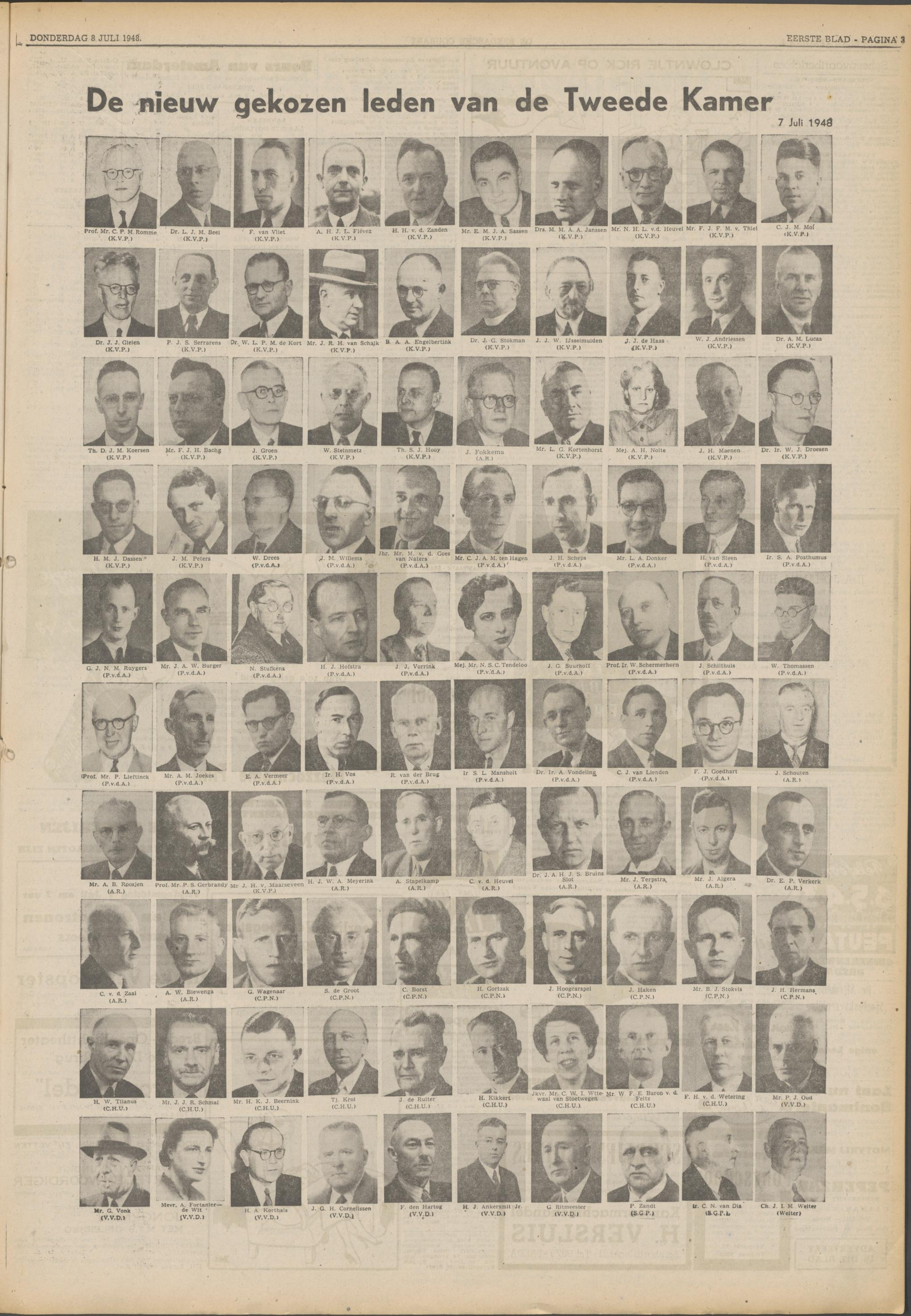
Mitglieder der neu gewählten Zweiten Kammer der Generalstaaten („Bredasche Courant“ vom 8. Juli 1948)

Am 27. Juli 1948 wurde Henk Gortzak für die CPN erstmals Mitglied der Zweiten Kammer der Generalstaaten (Tweede Kamer der Staten-Generaal) und gehörte dieser bis zum 20. März 1959 an. Zugleich fungierte er zwischen dem vom 15. Juli 1952 und dem 15. April 1958 als Vorsitzender der CPN-Fraktion in der Zweiten Kammer. Als Abgeordneter war er ein leidenschaftlicher Debattierer, der dem Kammervorsitzenden und Regierungsmitgliedern oft das Leben schwer machte. Am 10. November 1951 befragte er Innenminister Johannes Henricus van Maarseveen und Staatssekretär Aat van Rhijn zu den Schwierigkeiten, mit denen ältere Menschen aufgrund der steigenden Kraftstoffpreise konfrontiert sind. Am 2. Dezember 1952 befragte er Justizminister Leendert Antonie Donker zur Verhaftung zweier indischer Staatsbürger im Zusammenhang mit politischen Aktivitäten. Am 21. April 1953 befragte er Ministerpräsident Willem Drees zur Feier des Befreiungstages (Bevrijdingsdag) am 5. Mai. Am 25. März 1954 befragte er Minister für Soziales und Gesundheit Ko Suurhoff zur Verbesserung des Notstandsgesetzes. Am 17. Februar 1956 befragte er die Minister Drees und Suurhoff zu einer Zulage für Leistungsempfänger im Zusammenhang mit der schweren Kälte. 1956 wurden die von ihm gestellten Interpellationen bezüglich der Feierlichkeiten zum 5. Mai und der Unruhen in den Städten nach dem sowjetischen Einmarsch in Ungarn abgelehnt. Am 9. Juli 1958 wurde der nunmehrige Innenminister Suurhoff zum Bautarifvertrag befragt. Neben seine Mitgliedschaft in der Zweiten Kammer war er zwischen dem 4. Juli 1950 und dem 6. Juni 1962 auch Mitglied der Provinciale Staten, des Parlaments der Provinz Noord-Holland, sowie von 1953 bis Dezember 1957 Mitglied des Parteivorstands der CPN. Ferner gehörte er zwischen 1955 und 1961 dem Vorstand des kommunistischen Vereinigten Gewerkschaftsbundes EVC (Eenheids Vakcentrale) an.

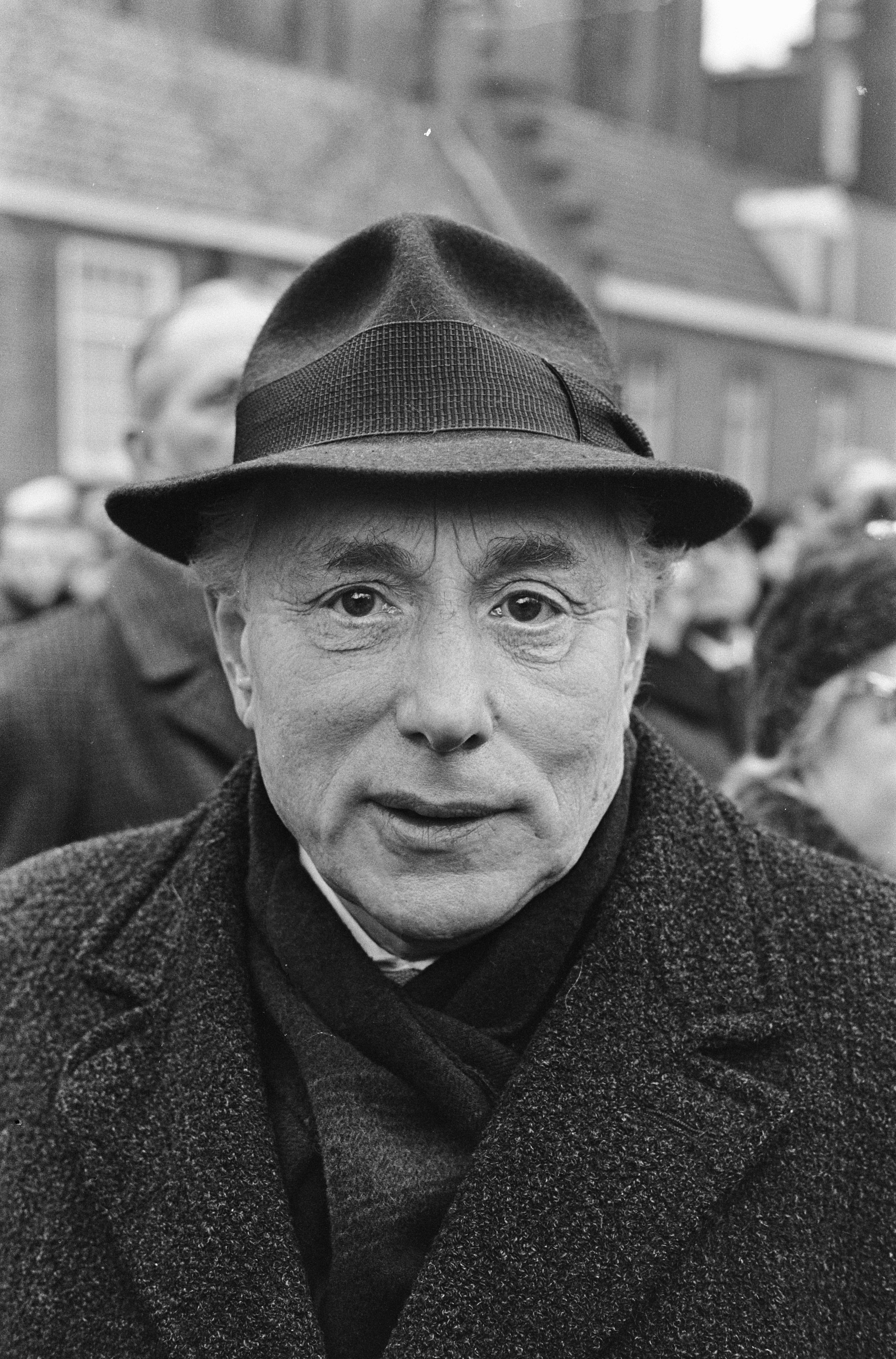
Nach einem Konflikt mit dem Parteivorsitzenden Paul de Groot wurde Henk Gortzek 1958 aus der CPN ausgeschlossen.

Am 3. April 1958 wurde Gortzak zusammen mit Bertus Brandsen, Rie Lips-Odinot, Frits Reuter und Gerben Wagenaar aus der CPN ausgeschlossen, nachdem es zu einem Konflikt mit dem Parteivorsitzenden Paul de Groot gekommen war, insbesondere über die Position des EVC (Vereinigter Gewerkschaftsbund). Daraufhin war er vom 15. April 1958 bis 20. März 1959 Vorsitzender der Brücken-Gruppe (Brug-groep) in der Zweiten Kammer, die aus ihm und Wagenaar bestand. Im Anschluss fungierte er zwischen 1959 und 1965 als Chefredakteur von De Brug, der Monatszeitschrift für Frieden und Sozialismus, und arbeitete hauptberuflich von 1959 bis 1962 erst wieder als Zimmer sowie seit 1962 erneut als Immobilienverwalter. Bei der Parlamentswahl am 12. März 1959 kandidierte er mit Wagenaar erfolglos für den Wiedereinzug in die Zweite Kammer.

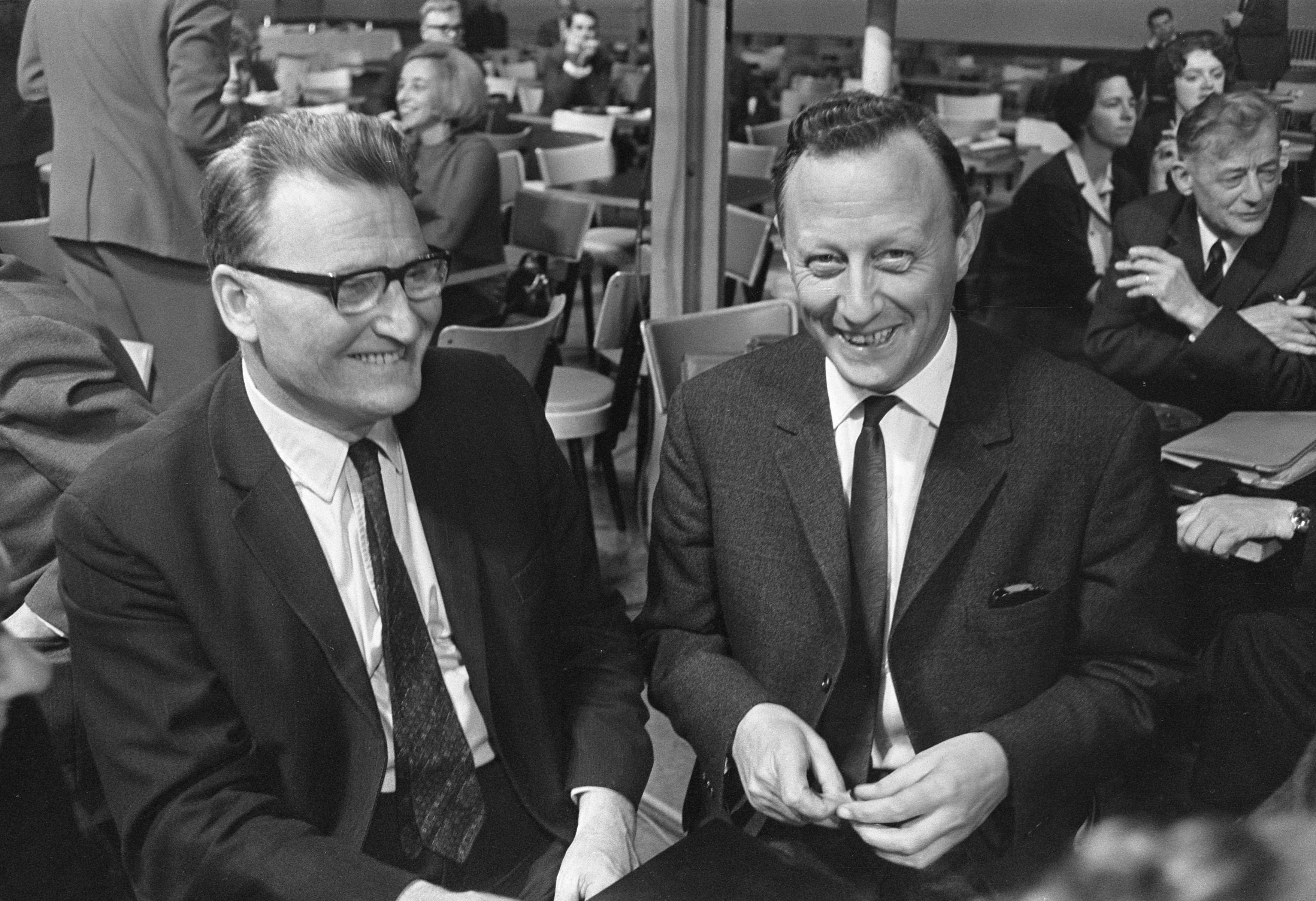
Gortzak (links) mit dem PSP-Vorsitzenden Henk Lankhorst (1966).

Henk Gortzak war vom 12. Juni 1959 bis 18. Dezember 1965 Mitglied der aus der Brug-groep hervorgegangenen Sozialistischen Arbeiterpartei SWP (Socialistische Werkers Partij) und gehörte in dieser Zeit auch dem Parteivorstand der SWP an. 1959 war er bei den Gemeinderatswahlen in Amsterdam Spitzenkandidat der SWP. Im Anschluss wurde er 1965 Mitglied der Pazifistisch-Sozialistischen Partei PSP (Pacifistisch Socialistische Partij) unter Henk Lankhorst. Er gehörte von 1967 bis 1968 dem Parteivorstand der PSP an und war im Anschluss zwischen 1968 und 1970 Herausgeber der Parteizeitung Radikaal. Am 3. Juni 1969 wurde er für die PSP wieder Mitglied der Zweiten Kammer der Generalstaaten, der er bis zum 10. Mai 1971 angehörte. Bei seiner Rückkehr ins Parlament wurde er von der CPN-Fraktion mit Feindseligkeit empfangen. Die CPN-Fraktion unter Marcus Bakker erklärte, dass sie keinem von Gortzak vorgelegten Antrag zustimmen werde. Als Abgeordneter der PSP befasste er sich vor allem mit Wohnungsbau, Soziales und Innenpolitik und befragte am 10. Juni 1969 wurde den Minister für Wohnungswesen und Raumordnung Wim Schut zu Mieterhöhungen für kommunale Wohnungen in Den Haag, die vor 1921 gebaut wurden. 1970 befragte er Minister Schut zudem zu Richtlinien für die Anwendung des Wohnungsbaugesetzes von 1947 sowie am 28. Oktober 1970 den Staatssekretär im Innenministerium Chris van Veen zur Kürzung der Leistungen aus der Allgemeinen Beamtenpensionskasse ABP (Algemeen Burgerlijk Pensioenfonds) im Zusammenhang mit dem Urlaubsgeld aus dem Allgemeinen Altersgesetz AOW (Algemene Ouderdomswet).
Gortzak, der 1970 bis 1973 Chefredakteur der Parteizeitung Radikaal war, stand 1971 bei den Wahlen zur Ersten Kammer auf Platz 2 der Kandidatenliste der PSP in der Gruppe III (Nordholland und Friesland) und auf Platz Nummer vier der Kandidatenliste für die Wahlen zur Zweiten Kammer. Bei den Wahlen zur Zweiten Kammer 1972 belegte er den fünften Platz auf der PSP-Liste. Im November 1974 trat er aus der PSP aufgrund von Unzufriedenheit mit radikalen Tendenzen aus. Er war der Vater von Wouter Gortzak, der von 1998 bis 2002 für die Partij van de Arbeid (PvdA) ebenfalls Mitglied der Zweiten Kammer war.